# Heinrich Würzer
Heinrich Würzer (* 28. Januar 1751 in Hamburg; † 27. Juli 1835 in Berlin) war ein deutscher politischer Publizist. Er wird zu den „deutschen Jakobinern“ gezählt.

## Leben
Würzer besuchte das Johanneum in Hamburg und studierte ab 1772 in Göttingen Theologie, wechselte aber zu Rechtswissenschaft und Philosophie. Von 1774 bis 1779 war er Erzieher im Dienst des hannoverschen Gesandten in Wien, Johann Ludwig von Wallmoden. 1780 wurde er in Göttingen promoviert und lehrte als Privatdozent romanische Philologie. Von 1782 bis 1788 war er Privatlehrer in Hamburg.
Ab 1788 hielt sich Würzer in Berlin auf und kritisierte in einer Schrift die preußische Religionspolitik, was zu einem aufsehenerregenden Prozess führte. Von 1790 bis 1793 unterhielt er in Berlin eine Privatschule und siedelte 1793 nach Altona über. In diesem Jahr veröffentlichte er den Revolutions-Katechismus, in dem er die Forderungen der Französischen Revolution auf Deutschland übertrug. 1794 gab Würzer eine politische Wochenzeitschrift Historisches Journal heraus, in der er die Politik der radikalen Jakabiner in Frankreich verteidigte. Nach fünf Ausgaben wurde die Zeitschrift verboten. 1795 gründete er unter dem Pseudonym „Misocolax“ eine neue Zeitschrift, Neue Hyperboreische Briefe oder politische Träumereyen, Einfälle und Erzählungen aus meines Vetters Brieftasche, in der er weiterhin die inzwischen beendete radikale Politik Robespierres rechtfertigte. 1796 gab Würzer eine weitere Zeitschrift heraus, Der patriotische Volksredner. Er forderte darin eine revolutionäre Volkserhebung in Deutschland. Etwas gemäßigtere Positionen vertrat er 1797 in seiner Schrift Freimütige Gedanken über politische und religiöse Gegenstände, in der er die Zustände in Dänemark (zu dem Altona gehörte) lobte.
Würzer zog 1802 nach Hamburg um, wo er in den folgenden Jahren die Schule einer Freimaurerloge leitete. Anschließend gründete er eine kaufmännische Schule in Altona. 1827 ging er wieder nach Berlin, wo er 1835 starb.

## Werke
- Versuch in Gedichten von H. W. Barmeier, Göttingen 1774.MDZ
- Bemerkungen über das Preußische Religionsedikt vom 9ten Julius. Nebst einem Anhange über die Preßfreyheit. Berlin (eigentlich Leipzig) 1788. doi:10.25673/32081
- Beherzigungen verschiedener wichtiger Gegenstände, oder Etwas gegen die Langeweile an Feiertagen. Friedrich Maurer, Berlin 1789. Digitalisierte Sammlungen der Staatsbibliothek zu Berlin
- Würzers Prozeß vor dem Königlichen Kammergerichte zu Berlin nebst desselbigen Appellation an das aufgeklärte Publikum. Altona 1793.Deutsche Digitale Bibliothek
- Revolutions-Katechismus. Gottfried Carl Nauk, Berlin 1793. Digitalisierte Sammlungen der Staatsbibliothek zu Berlin Nachdruck Scriptor-Verlag, Kronberg/Ts. 1977, ISBN 3-589-15047-5.
- Das Revolutions-Tribunal durch sich selbst geschildert in dem grossen Prozesse Brissots und seiner Mitangeklagten. Lemgo 1795.
- Die reine Wahrheit. Auf Veranlassung der Schrift: Hamburgs bestes Glück nicht von Außen. Hamburg 1801 (anonym erschienen).
- Charakteristik Friedrichs II. Königs von Preußen entworfen von Heinrich Würtzer. Jacobäersche Buchhandlung, Chemnitz 1801.
- Hans-Werner Engels (Hrsg.): Ein Spazziergänger in Altona (1801–1804). Wohlleben, Hamburg 1997, ISBN 3-88159-048-X (Zusammenstellung von Publikationen in der Zeitschrift Hamburg und Altona 1801–1804).